# Криворізький гірничо-збагачувальний комбінат окиснених руд
Криворізький гірничо-збагачувальний комбінат окиснених руд (КГЗКОР) — підприємство, яке було запроєктовано у 1984 році інститутом «Кривбаспроєкт». Місце розташування — поблизу м. Долинська, Кіровоградська область.
Активно будувався 1985—1993 роках.
Щорічні витрати на забезпечення життєдіяльності недобудованого підприємства складають $5 млн.
Готовність будівництва станом на 2018 рік складає 70%, на спорудження було витрачено $1,649 млрд. Загальна вартість будівництва $2,4 млрд.
4 серпня 2021 року уряд передав Криворізький гірничо-збагачувальний комбінат окислених руд до сфери управління Мінстратегпрому. В грудні 2021 року компанія Рудомайн виграла аукціон та придбала гірничо-збагачувальний комбінат окислених руд. Після купівлі Рудомайном КГЗКОРу компанія має намір інвестувати в запуск ГЗК понад $100 млн. Ще 450 млн грн направить на погашення попередніх боргів підприємства. Рудомайн має намір запустити першу чергу добудови ГЗК до 2023 року і за два роки вивести його на повну потужність, щоб переробляти 12,5 млн т залізняку і випускати до 3 млн т готової продукції на рік.

## Історія

### 1984
Наказом Міністерства чорної металургії СРСР № 642 від 19.06.84 року згідно з рішенням Ради Міністрів СРСР від 24 квітня 1984 року № ПП-7939 організована дирекція  Криворізького гірничо-збагачувального комбінату окислених руд, що будується. Наказом Міністерства чорної металургії Української РСР № 202/2-К від 29 червня 1984 року В.М. Єлєзов призначений директором дирекції КГЗКОРу.

### 1985
Забитий перший кілочок на будівництві Криворізького гірничо-збагачувального комбінату окислених руд. Зроблені перші кроки на новобудовах комбінату. За околицею села Маловодяне розгорнулись будівельні роботи. Потужні екскаватори, велетні-скрепери ведуть підготовчі земляні роботи на майданчиках, де розмістяться першочергові допоміжні об’єкти — електропідстанція, автозаправна станція.

### 1986
Підписана двостороння угода між СРСР i ЧССР про будівництво КГЗКОРу. Одними з перших об’єктів, що почали працювати на КГЗКОРі, стала естакада для сипучих матеріалів, яку спорудили будівельники тресту «Криворіжаглобуд» (сюди одразу стали надходити тисячі тонн піску та щебеню), а також лінія електропередач ВЛ-150 кВ «Кварцит» – Моїсеївка-КГЗКОР i підстанція 35/10 кВ «Будбаза», «Маяк»», «Житселище».

### 1987
Підписана двостороння угода між НДР i СРСР про будівництво КГЗКОРу.

### 1988
21 червня підписана двостороння угода між СРСР i НРБ про будівництво КГЗКОРу.

### 1989
Бригада з міста Ерфурта (НДР) здала в експлуатацію перший будинок в новому 6-му мікрорайоні для працівників КГЗКОРу.

### 1990
На КГЗКОРі зміна керівництва – від 27 лютого генеральним директором комбінату став Віктор Пантелійович Величко.

### 1992
У відповідності з рішенням Президії Верховної Ради України «Про правонаступництво України» Фонд Державного майна з 10.01.1992 року ввів КГЗКОР у склад підприємств Держметалургпрому України.

### 1993
Вийшла постанова Кабінету Міністрів України № 650 «Про заходи щодо завершення будівництва КГЗКОРу».

### 1994
Вийшла постанова Кабінету Міністрів України № 270 «Про заходи щодо фінансування будівництва КГЗКОРу». Підписані угоди: між Україною, як правонаступницею СРСР та Словаччиною, як правонаступницею ЧССР від 16.02.1994 року, між Україною як правонаступницею СРСР та Румунією, як правонаступницею СРР від 05.05.1994 року.

### 1995
Вийшла постанова Кабінету Міністрів України № 464 «Про заходи щодо фінансування будівництва КГЗКОРу та сировинної бази металургійної, хімічної та деревообробної промисловості».

### 1996
Підписаний Указ Президента України № 425/96 «Про заходи щодо завершення будівництва КГЗКОРу та реконструкції, пов’язаних з ним об’єктів [Архівовано 18 квітня 2016 у Wayback Machine.]». На виконання зазначеного Указу Президента Кабінет Міністрів України прийняв постанову № 955 «Про затвердження положення про Державний цільовий фонд розвитку промисловості та порядок формування обліку і використання його коштів для фінансування КГЗКОРу».

### 1999
Вийшла постанова Кабінету Міністрів України № 1903 «Про заходи щодо завершення будівництва КГЗКОРу».

### 2001
Підписане розпорядження Президента України № 301 «Про організацію завершення будівництва КГЗКОРу».

### 2005
Підписано доручення Президента України № 1-1/1209 від 03.10.2005 року «Про заходи щодо продажу державної частки майна КГЗКОРу, та забезпечення проведення відповідного конкурсу».

## Проєкт
Згідно з проєктом продуктивність за рудою І черги повинна складати 26,4 млн т на рік (10,8 млн тонн концентрату, 9,9 млн тонн котунів з вмістом заліза 58,7 %).
Будівництво розпочато в 1985 р. Введення в експлуатацію КГЗКОРу було передбачено планами розвитку гірничо-металургійного комплексу України до 2010 р.
Комбінат є міжнародним промисловим об'єктом, у його проєкті беруть участь крім України (56,4 %) Румунія (28 %) та Словаччина (15,6 %). Пуск комбінату дозволить вирішити актуальну проблему залучення до промислової переробки слабкомагнітні окиснені руди, які є відходами діючих гірничо-збагачувальних комбінатів (раніше складувалися у відвали разом з іншими пустими породами, що призводило до втрати бл. 500 млн т залізорудної окисненої сировини до 1980 р.). Технологія переробки окиснених руд базується на новітніх досягненнях науки, зокрема, передбачається вперше у вітчизняній практиці застосування безстічної системи воодообігу, ефективної магнітно-флотаційної технології збагачення руд і сепараторів з сильним магнітним полем 6ЕРМ-35/315, які здатні давати із запланованої сировини концентрат зі вмістом заліза на рівні 66,27 % і діоксиду кремнію менше 3,39 %. Розрахунковий прибуток від реалізації проєкту комбінату становить 14,0 млн. дол. США на рік, крім того, очікується суттєве покращення екологічної ситуації в регіоні Кривбасу. Створюється близько 2700 нових робочих місць.

## Вартість
За даними Фонду держмайна України, заборгованість країни по КГЗКОРу за станом на 1 січня 2007 роки перед Румунією становила $ 353 млн, Словаччиною - $ 115,1 млн, Болгарією - $ 1,4 млн, Німеччиною - $ 47,34 млн. Загальна заборгованість - $ 517,43 млн.
Загальний обсяг інвестицій, необхідних для завершення будівництва і введення в експлуатацію КГЗКОР, за попередніми даними, тоді оцінювався в $ 800 млн.
На початку лютого 2017 року, до Верховної Ради України було внесено законопроєкт про добудову КГЗКОР, який передбачає залучення інвестора - "Української металургійної корпорації" (УМК, Київ) - з метою введення в експлуатацію першої черги підприємства протягом п'яти років, а всього комплексу - за 10 років. Згідно з даними авторів законопроєкту, за станом на 1 січня 2017 року за будівництві об'єктів КГЗКОР виконані роботи на суму $ 1,649 млрд, у тому числі вартість української частки незавершеного будівництва становить $ 884,1 млн.
Орієнтовно загальний обсяг капвкладень на завершення будівництва з перепрофілюванням частини потужностей КГЗКОР оцінювався авторами законопроєкту в $ 500 млн, а необхідний обсяг інвестицій для будівництва першого пускового комплексу - не більше $ 150 млн.
Після завершення будівництва по пропонованої концепції можна очікувати досягнення КГЗКОР щорічного обсягу виробництва близько $ 700 млн, прибутку до оподаткування - близько $ 160 млн. Зазначена величина прибутку дозволяє гарантувати розрахунки з країнами-учасницями будівництва КГЗКОР протягом 20 років без залучення коштів з держбюджету.